# 元気やでっ
『元気やでっ』（げんきやでっ）は、原案：土屋守、脚本：次原隆二、作画：山本純二による日本の漫画作品で、いじめ問題を扱った問題提起漫画。

## 概要
原案者である土屋の長女が、実際に受けたいじめのできごとを綴った『私のいじめられ日記』をもとに作成したフィクション漫画となっている。
この作品が連載される前年の1994年、愛知県の西尾市で中学生が同級生によるいじめを苦に自殺するという事件が発生し、その後もいじめを苦にした自殺が相次いだことから学校内におけるいじめ問題が再び社会問題（教育問題）となった。この事態を重く見た『週刊少年ジャンプ』はいじめ問題についての問題提起を行うべく、『元気やでっ』の連載を開始した。それと並行していじめ問題について真剣に考えるサブコーナー「J'sサークル」（ジェイズサークル）の掲載も開始した。このコーナーは、『元気やでっ』の終了後も1995年48号まで続いた。
本作は第1話が巻頭カラーではなく、当時『週刊少年ジャンプ』で行われていたキャッチフレーズ企画には参画していなかった。本作終了後にも、実際にあった学校でのいじめ事件を題材にした読み切り漫画の『彼女の告白』（作画：飛鷹ゆうき）が1995年44号に掲載された。

## あらすじ
平凡な女子中学生の佐伯幸子は、クラス内での席替えで伊藤達3人組と同じ班となった。伊藤達3人組は小学校の頃の友人だったために仲が良く、同じ班の一員として仲良くしようと考えた幸子は伊藤達の頼みを断らずに何でも聞いていた。しかし、そのことが次第にエスカレートしてついには幸子へのいじめに変わっていく。いじめは伊藤達に留まらず、幸子のクラス全体に広まり、担任の教師すら嫌がらせに加わる事態になる。担任にも裏切られた幸子はついに不登校になるが、親友の優香や教育実習生としてやってきた榊らに支えられながら自身のいじめ問題に立ち向かう決心をするのだった。

## 登場人物
佐伯 幸子（さえき さちこ）
本作の主人公の女子中学生。ニックネームは「さっちん」。優しい性格で、他人から頼まれごとをされると断れない。非常にのんびりしており、寝坊・遅刻の常習犯でもある。新学期に伊藤達と同じ班になったために、クラスにおけるいじめの標的にされ、伊藤達の執拗ないじめを受けて不登校になる。それでも、伊藤達を友達だと思っていたが、優香から叱責を受けて目が覚める。担任の上沼に預けていた、いじめによってボロボロにされた自分の生徒手帳を証拠隠滅のために処分されたことで怒りが爆発し、上沼やクラスメートたちに怒りをぶつける。それからは榊のアドバイスで「自主的不登校」を行い、いじめの実態を告発し署名活動や取材を受けたり、学校に3人組と接触させないように要求するなど、様々な人に支えられながらいじめに立ち向かうことになる。校長への要求は「優香と同じクラスにすること」、「自分や内田の担任及び数学担当に上沼を担当させないこと」、「伊藤、山内、吉田をそれぞれ別のクラスにすること」、「3人のいずれにも上沼の担任クラスにさせないこと」の4つだった。3年生になり、自分がいじめをしないように誓う。
内田 優香（うちだ ゆか）
幸子の小学校以来の親友。おっとり大人しい幸子とは対照的に活発で気が強い。幸子とはクラスが違うがクラスで孤立した幸子を助け、共にいじめ問題に立ち向かう。独自の署名活動を行うが、幸子のいじめ問題提起を気に食わなく思っていた不良から因縁をつけられる (後で幸子が追い払う。) 。やがて3年生になり、幸子と同じクラスになる。
伊藤 京子（いとう きょうこ）
ニックネームは「お京」。作品中の敵。幸子の同級生で、当初は幸子に面倒見の良い人と思われていたが人当たりの良い性格を偽っており、暇潰し感覚でいじめようとしていた。優れた容姿や運動能力、落着きのある雰囲気からクラスでは一目置かれている。幸子に対するいじめグループのリーダー的存在となっている。幸子に山内記子(やせ型)、吉田和美(太目)がついており一緒に幸子に対しいじめをする。いじめ発覚後、他の2人や上沼同様に立場が悪化したものの反省していない。3年になり幸子、優香はもちろん、山内、吉田とクラスが別になるが、上沼が再度担任になる。3年新学期で幸子と優香と出会った時、白を切るかのごとく他の2人と同じく悪態をついた。
山内 記子(やまうち のりこ)
京子の友人。ニックネームは「山ちゃん」。小柄のおかっぱ頭で、京子と共に幸子をいじめる。いじめを始める前は芸能人の話題に湧く、ごく普通の少女だった。3年生になり伊藤や吉田とは別で隣のクラスになった。作品上では描かれてなかったが、伊藤がいないと1人では何もできない様子。伊藤同様、反省していない。
吉田 和美(よしだ かずみ)
京子の友人。ニックネームは「吉りん」。太目で、茶髪のショートカット。京子と共に幸子をいじめ、記子同様、いじめを始める前はのんびりした普通の性格だった。いじめ発覚後の登校で幸子と出会った時に目を合わせなかったあたり、伊藤がいないと1人では何もできない様子。3年生になり伊藤と同じクラスになる。伊藤同様、反省していない。
榊 公嗣（さかき こうじ）
教員実習生として幸子の学校にやってきた大学生。いじめ問題を重大な問題と捉え、校長などにそのことを訴えるが聞いてもらえず逆に教師達から「余計なことをしないように」と恫喝される。また「理不尽な理由」で教員採用試験を受けられなかった。教員実習終了後は知り合いの先輩のツテで新聞社へアルバイトをしていたが、そこで全国のいじめの実態を目の当たりにする。その後、幸子のことが心配になり、約半年ぶりに佐伯家に姿を現し、幸子の日記を通じて自らが知らないうちにいじめがさらにエスカレートしていたことに激怒する。「自主的不登校」やアルバイトをしている新聞社への告発、写真週刊誌への幸子が綴った日記の顔写真付きでの告白（幸子は自分の顔写真が掲載されることを躊躇していたが、榊のアドバイスにより正面からの顔写真をカメラマンに了承した。）などのアイデアを出し、幸子をバックアップ、遂には教育委員会を動かすことに成功する。その後は再度教師に向けて勉強した。
上沼　志津子（かみぬま　しづこ）
幸子のクラスの担任で、中年の女性数学教師。伊藤同様、幸子の敵。いわゆる事なかれ主義で（校長と他の教師も同様。）、厄介ごとを持ち込んだ幸子のことを忌み嫌う。面倒をかけた幸子への意趣返しにいじめにも加担している。証拠隠滅をしたことで幸子に一喝されるが、クラスメートを窘めたときにヘラヘラ笑って対応したので、優香から態度を非難される。不登校となった幸子に会いに自宅まで訪れるが、謝罪せずに曖昧な笑顔を浮かべてプリントを持ってきただけだったため、幸子の母親に怒って追い返される。その後も執拗にプリントを投函するのみで幸子に捨てられる (恐らく、幸子への間接的な攻撃だと思われる。) 。実は榊の元担任であり、榊曰く「昔は生徒の話に真剣に耳を傾ける教育熱心な教師だった」らしい。3年になり幸子の要求で幸子、優香と別のクラスを受け持つ (数学担当もしてない。) が再度伊藤のクラスを受け持つ。伊藤達同様に反省していない。懲罰を受けたかは不明だが、受けている可能性が高い。3年新学期になり、幸子からあいさつされたが逃げる感じで去って行った。
クラスメート達
女子はともかく、男子はいじめっ子タイプが揃っており、幸子からは「うちのクラスのしょーもない男子が多い」と評されている。伊藤達による幸子いじめが始まった当初は、女子は見て見ぬふり、男子は伊藤に乗じて幸子を揶揄していたものの、いじめグループとは一定の距離を置いていた。しかし、とある噂 (榊が教員採用試験を受けられなかったこと) をきっかけに女子は無視、男子は汚物扱いや言葉による暴力など幸子いじめに参加していく（別のクラスの女子が幸子を白眼視し、フォークダンスでは幸子の手に触れることを同学年の男子全員が嫌がるなど、幸子への無視・嫌悪はクラスのみならず学年全体に広がったことがうかがえる。）。幸子が不登校になった前日にからかったところ逆に幸子から一喝されて驚く。幸子へのいじめの実態が明るみに出た後は幸子を励まし、友人として振る舞うようにはなるが京子同様、正式に謝罪や反省はしていない。（これは、彼らが再びいじめの加害者になりえる可能性を示唆している。）
教師達
幸子の両親を「モンスターペアレント」、幸子を「被害妄想を持つ問題児」と見做し忌み嫌う。なお、この態度はあくまで校長と上沼の話を鵜呑みにした上でのことであり、彼ら全員が意図的にいじめをもみ消そうとしたとは断定出来ない。
村山　正義（むらやま　まさよし）
幸子たちの中学校の校長。幸子から不登校をする旨、再度登校するための条件をFAXで受け取る。教育委員会からいじめの調査をされ、園田に問い詰められ佐伯家を訪問、いじめに対して何も対策をしてなかったことを謝罪する。
園田（そのだ）
市教育委員会・生徒指導課長。榊の一連の行動により責任者としていじめの調査を実施する。校長室を突然訪問し、村山に対して厳しく問い詰め佐伯家に同行させる。幸子に対し学校指導することを約束する。そのため作中では一切触れられておらず、不明だが村山や上沼といった関係者は教育委員会から懲罰を受けた可能性が高い。

## 書誌情報
本作品が収録されている書籍は、J'sサークルに寄せられた1800通のいじめ体験やインタビューと共に構成されたソフトカバー本『ジャンプいじめリポート-1800通の心の叫び』と、漫画のみの新書判の2種類がある。
- 単行本 ISBN 978-4-08-872034-0
- ジャンプいじめリポート-1800通の心の叫び ISBN 978-4-08-780213-9 本作品が収録されている。